# Stàraia Luka
Stàraia Luka - Старая Лука (rus) - és un poble de l'óblast de Smolensk, a Rússia, que el 2007 tenia 6 habitants.